# Campeonato Mundial de Atletismo de 2011 - Salto em distância feminino
O salto em distância feminino do Campeonato Mundial de Atletismo de 2011 foi disputada entre os dias 27 e 28 de agosto no Daegu Stadium, em Daegu

## Recordes
Antes desta competição, os recordes mundiais e do campeonato nesta prova eram os seguintes:
| Tipo                  | Atleta               | Distância | Local      | Data                  | Ref |
| --------------------- | -------------------- | --------- | ---------- | --------------------- | --- |
|                       | Galina Chistyakova   | 7,52      | Leningrado | 11 de junho de 1988   | ver |
| Recorde do campeonato | Jackie Joyner-Kersee | 7,36      | Roma       | 3 de setembro de 1987 | ver |

## Medalhistas
| Ouro                 | Prata                | Bronze                            |
| Brittney Reese (USA) | Ineta Radevica (LAT) | Nastassia Mironchyk-Ivanova (BLR) |

## Cronograma
| Data         | Hora  | Evento        |
| ------------ | ----- | ------------- |
| 27 de agosto | 21:15 | Primeira fase |
| 28 de agosto | 18:15 | Final         |

Todos os horários são horas locais (UTC +9)

## Resultados

### Primeira fase
Qualificação: Desempenho de qualificação 6,75 m (Q) ou pelo menos 12 melhores (q) avançam para a final. 
| Colocação | Grupo | Atleta                      | Nacionalidade            | 1º prova | 2º prova | 3º prova | Resultado | Notas         |
| --------- | ----- | --------------------------- | ------------------------ | -------- | -------- | -------- | --------- | ------------- |
| 1         | B     | Maurren Higa Maggi          | Brasil                   | 6.55     | 6.86     |          | 6.86      | Q             |
| 2         | B     | Nastassia Mironchyk-Ivanova | Bielorrússia             | 6.80     |          |          | 6.80      | Q             |
| 3         | A     | Brittney Reese              | Estados Unidos           | 6.41     | x        | 6.79     | 6.79      | Q             |
| 4         | B     | Darya Klishina              | Rússia                   | 6.77     |          |          | 6.77      | Q             |
| 5         | A     | Naide Gomes                 | Portugal                 | 6.76     |          |          | 6.76      | Q             |
| 6         | B     | Funmi Jimoh                 | Estados Unidos           | 6.68     | x        | 6.26     | 6.68      | q             |
| 7         | A     | Carolina Klüft              | Suécia                   | 6.60     | x        | 6.40     | 6.60      | q             |
| 8         | B     | Ineta Radēviča              | Letônia                  | x        | 6.59     | x        | 6.59      | q             |
| 9         | B     | Mayookha Johny              | Índia                    | 6.52     | x        | 6.53     | 6.53      | q             |
| 10        | B     | Karin Mey Melis             | Turquia                  | x        | x        | 6.52     | 6.52      | q             |
| 11        | A     | Janay DeLoach               | Estados Unidos           | x        | 6.29     | 6.51     | 6.51      | q             |
| 12        | B     | Olga Zaytseva               | Rússia                   | 6.50     | x        | x        | 6.50      |               |
| 13        | A     | Bianca Kappler              | Alemanha                 | 6.48     | 6.48     | 6.32     | 6.48      |               |
| 14        | A     | Viktoriya Rybalko           | Ucrânia                  | 6.45     | x        | 6.40     | 6.45      |               |
| 15        | A     | Veronika Shutkova           | Bielorrússia             | 6.45     | x        | 6.29     | 6.45      |               |
| 16        | A     | Bianca Stuart               | Bahamas                  | x        | 3.96     | 6.44     | 6.44      |               |
| 17        | B     | Blessing Okagbare           | Nigéria                  | x        | 6.36     | 6.27     | 6.36      |               |
| 18        | B     | Irene Pusterla              | Suíça                    | 6.34     | 6.22     | 6.21     | 6.34      |               |
| 19        | B     | Shara Proctor               | Grã-Bretanha             | x        | x        | 6.34     | 6.34      |               |
| 20        | A     | Marestella Torres           | Filipinas                | 6.31     | 6.19     | 6.22     | 6.31      |               |
| 21        | A     | Teresa Dobija               | Polónia                  | x        | x        | 6.30     | 6.30      |               |
| 22        | A     | Lauma Griva                 | Letônia                  | 6.27     | 6.16     | 6.10     | 6.27      |               |
| 23        | A     | Keila Costa                 | Brasil                   | 6.09     | 6.07     | 6.26     | 6.26      |               |
| 24        | A     | Yuliya Tarasova             | Uzbequistão              | x        | 6.26     | x        | 6.26      |               |
| 25        | B     | Éloyse Lesueur              | França                   | x        | x        | 6.22     | 6.22      |               |
| 26        | B     | Nina Kolaric                | Eslovênia                | x        | 6.19     | 6.15     | 6.19      |               |
| 27        | A     | Jovanee Jarrett             | Jamaica                  | 6.19     | x        | 5.75     | 6.19      |               |
| 28        | B     | Jung Soon-Ok                | Coreia do Sul            | x        | x        | 6.18     | 6.18      | SB            |
| 29        | B     | Chantel Malone              | Ilhas Virgens Britânicas | 5.96     | 6.12     | x        | 6.12      |               |
| 30        | B     | Sosthene Moguenara          | Alemanha                 | x        | x        | 6.02     | 6.02      |               |
| 31        | A     | Ola Sesay                   | Serra Leoa               | 5.64     | 5.94     | 5.43     | 5.94      |               |
| 32        | B     | Tori Polk                   | Estados Unidos           | x        | 5.66     | x        | 5.66      |               |
| 33        | A     | Enas Gharib                 | Egito                    | 5.35     | 5.48     | 5.44     | 5.48      | SB            |
|           | B     | Concepción Montaner         | Espanha                  | x        | x        | x        | NM        |               |
|           | A     | Ivana Španović              | Sérvia                   | 0.00 !   | 0.00 !   | 0.00 !   | DNS       |               |
|           | A     | Olga Kucherenko             | Rússia                   | 6.37     | 6.67     | x        | 6.67      | q, DSQ Doping |

### Final
A final foi iniciada as 18:15. 
| Colocação         | Atleta                      | Nacionalidade  | 1º prova           | 2 º prova          | 3 º prova          | 4 º prova          | 5 º prova          | 6 º prova          | Resultado | Notas      |
| ----------------- | --------------------------- | -------------- | ------------------ | ------------------ | ------------------ | ------------------ | ------------------ | ------------------ | --------- | ---------- |
| Medalha de ouro   | Brittney Reese              | Estados Unidos | 6,82 m (+ 0,1 m/s) | X                  | X                  | X                  | X                  | X                  | 6,82 m    |            |
| Medalha de prata  | Ineta Radevica              | Letônia        | 6,61 m (- 0,5 m/s) | 6,63 m (- 0,4 m/s) | 6,66 m (+ 0,3 m/s) | 6,61 m (- 0,2 m/s) | X                  | 6,76 m (- 0,3 m/s) | 6,76 m    | SB         |
| Medalha de bronze | Nastassia Mironchyk-Ivanova | Bielorrússia   | X                  | 6,71 m (+ 0,1 m/s) | 6,74 m (+ 0,2 m/s) | X                  | X                  | X                  | 6,74 m    |            |
| 4                 | Carolina Klüft              | Suécia         | X                  | 6,44 m (0,0 m/s)   | 6,56 m (+ 0,4 m/s) | X                  | 6,37 m (+ 0,3 m/s) | X                  | 6,56 m    |            |
| 5                 | Janay DeLoach               | Estados Unidos | 6,32 m (- 0,2 m/s) | 6,39 m (+ 0,2 m/s) | X                  | X                  | 6,32 m (+          | 6,56 m (+0,3 m/s)  | 6,56 m    |            |
| 6                 | Darya Klishina              | Rússia         | 6,39 m (- 0,5 m/s) | 6,30 m (+ 0,3 m/s) | 6,49 m (+ 0,3 m/s) | X                  | 6,50 m (+ 0,1 m/s) | 6,33 m (- 0,5 m/s) | 6,50 m    |            |
| 7                 | Karin Mey Melis             | Turquia        | X                  | 6,44 m (+ 0,5 m/s) | X                  | X                  | 6,44 m (+ 0,4 m/s) | 6,19 m (- 0,4 m/s) | 6,44 m    |            |
| 8                 | Mayookha Johny              | Índia          | 6,37 m (- 0,3 m/s) | 6,31 m (- 0,5 m/s) | 6,26 m (+ 0,5 m/s) | -                  | -                  | -                  | 6,37 m    |            |
| 9                 | Naide Gomes                 | Portugal       | X                  | 6,16 m (- 0,1 m/s) | 6,26 m (- 0,2 m/s) | -                  | -                  | -                  | 6,26 m    |            |
| 10                | Maurren Higa Maggi          | Brasil         | X                  | X                  | 6,17 m (+ 0,6 m/s) | -                  | -                  | -                  | 6,17 m    |            |
| N/A               | Funmi Jimoh                 | Estados Unidos | X                  | X                  | X                  | -                  | -                  | -                  | X         | NM         |
| N/A               | Olga Kucherenko             | Rússia         | 6,48 m (+ 0,2 m/s) | 6,56 m (+ 0,1 m/s) | 6,65 m (+ 0,5 m/s) | 6,77 m (0,0 m/s)   | X                  | 6,77 m (- 0,4 m/s) | 6,77 m    | DSQ Doping |

Legenda
| Recorde mundial       | Recorde mundial (World record)               |                       | Recorde africano                      | Recorde africano (African) |                                           | Q | Classificado por posição (Qualified) |
| Recorde do campeonato | Recorde do campeonato (Championship record)  | Recorde da América    | Recorde da América (Americas)         | q                          | Classificado por melhor tempo (Qualified) |   |                                      |
| Melhor marca do ano   | Melhor marca do ano (World leading)          | Recorde asiático      | Recorde asiático (Asian)              | DNS                        | Não largou (Did not start)                |   |                                      |
| Recorde nacional      | Recorde nacional (National record)           | Recorde europeu       | Recorde europeu (European)            | DNF                        | Não terminou (Did not finish)             |   |                                      |
| Recorde pessoal       | Recorde pessoal do atleta (Personal best)    | Recorde da Oceania    | Recorde da Oceania (Oceania)          | DSQ / DQ                   | Desclassificado (Disqualified)            |   |                                      |
| Recorde da temporada  | Recorde da temporada do atleta (Season best) | Recorde sul-americano | Recorde sul-americano (South America) | NM                         | Sem marca (No mark)                       |   |                                      |